# Venera (arquitectura)

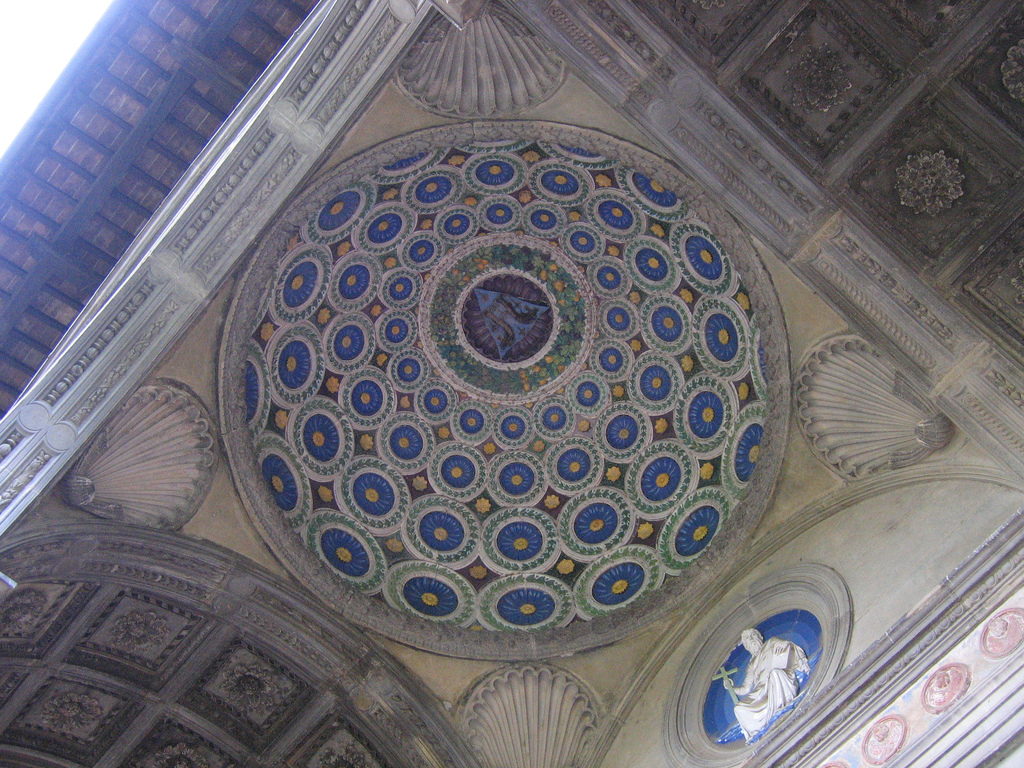
Pechinas decoradas con veneras en la Capilla Pazzi

Una venera, palabra proveniente del Latín veneria (concha), es un elemento decorativo en edificios, visibles en lugares como las pechinas o los contrafuertes. Normalmente son representadas con dos valvas, dos salientes en punta y catorce estrías. Está inspirado en una concha de vieira.
También podemos referirnos a una bóveda (bóveda avenerada), cuando es de cuarto de esfera.
Es posible ver ejemplos en lugares como en las pechinas de la capilla Pazzi, Florencia, o en un contrafuerte de Santa María dei Fiori, obra de Brunelleschi también en Florencia.